# Momina Țărkva, Burgas
Momina Țărkva (în bulgară Момина Църква) este un sat în comuna Sredeț, regiunea Burgas,  Bulgaria. 

## Demografie
Componența etnică a satului Momina Țărkva
     Bulgari (89,61%)
     Turci (3,26%)
     Romi (6,23%)
     Nicio identificare (0,89%)
La recensământul din 2011, populația satului Momina Țărkva era de 337 locuitori. Din punct de vedere etnic, majoritatea locuitorilor (89,61%) erau bulgari, existând și minorități de romi (6,23%) și turci (3,26%). Pentru 0,89% din locuitori nu este cunoscută apartenența etnică.